# Totally Accurate Battle Simulator
Totally Accurate Battle Simulator (TABS) — инди-игра в жанре стратегия с ragdoll-физикой. Была выпущена шведской командой разработчиков Landfall Games. Первая пре-альфа версия игры была выпущена 11 июля 2016 года. Релиз состоялся 1 апреля 2019 года в качестве раннего доступа для платформ Windows и MacOS. Версия для Xbox One была выпущена 20 декабря 2019 года. Планируется выпуск на Playstation и Nintendo Switch. Полный релиз в Steam состоялся 1 апреля 2021 года.

## Игровой процесс
Totally Accurate Battle Simulator является симулятором битвы. Игра включает в себя три основных режима: кампания, песочница и мультиплеер (которой разделён на режимы). В первом случае игрокам дается ограниченное количество игровых денег для создания армии, чтобы победить вражеские силы. Во втором нет денежного лимита, и игрок строит обе армии, которые могут быть размещены либо на противоположных сторонах карты, либо одна может окружать другую. Как только игрок нажимает кнопку «Старт», начинается битва, и две армии устремляются вперёд, чтобы атаковать друг друга. С мая 2020 года появились новые условия победы, помимо убийства всех противников, такие как выживание в течение ограниченного времени или убийство определённого вражеского отряда. Во время сражений игроки могут перемещать камеру по карте, а также брать управление над одним юнитом, чтобы изменить исход битвы, и замедлять или останавливать время.
В игре более 130 юнитов, представляющих четырнадцать фракций, которые в основном созданы на основе различных культур и эпох человечества. Некоторые из них скрыты и должны быть найдены игроком, прежде чем они будут разблокированы. Многие юниты обладают особыми способностями, которые уникальны для них. Карты в игре различаются по размеру и географии, всего в игре их двадцать. Также присутствуют двадцать две дополнительные «симуляционные» карты. В мультиплеере (третий режим) происходит битвы игроков так же, как в песочнице и кампании. Также в игре можно создавать пользовательских юнитов, фракции и делиться их с сообществом.

## Разработка
Игра была сделана во время недельного Game Jam. Игра вышла в открытой альфа-версии в ноябре 2016 года, а закрытая альфа-версия была выпущена в декабре 2016. Полная версия в раннем доступе вышла в Steam 1 апреля 2019 года для Microsoft Windows и MacOS.
9 июня 2019 года на конференции E3 2019 было заявлено, что в том же году TABS появится на Xbox One в составе подписки Xbox Game Pass.

## Отзывы
Игра получила в целом положительные отзывы. Она была описана как «яркая и глупая». Игра также была описана как «блестящая в своей простоте» и «выдающаяся».